# Some Product: Carri on Sex Pistols
Some Product: Carri on Sex Pistols – trzeci album zespołu Sex Pistols wydany 27 lipca 1979 przez Virgin Records. Płytę wypełniają głównie wywiady z członkami zespołu oraz ścieżki dźwiękowe ze spotów reklamowych z lat 1977–1978.

## Lista utworów
| 1. | The Very Name „Sex Pistols”      | 5:27  |
|    |                                  |       |
| 2. | From Beyond the Grave            | 8:27  |
|    |                                  |       |
| 3. | Big Tits Across America          | 11:19 |
|    |                                  |       |
| 4. | The Complex World of John Rotten | 8:18  |
|    |                                  |       |
| 5. | Sex Pistols Will Play            | 3:21  |
|    |                                  |       |
| 6. | Is the Queen a Moron?            | 3:55  |
|    |                                  |       |
| 7. | The Fucking Rotter               | 0:41  |
|    |                                  |       |
|    |                                  | 41:28 |
|    |                                  |       |